# Manus-Ratte
Die Manus-Ratte (Rattus detentus) ist eine auf der im Norden von Papua-Neuguinea gelegenen Insel Manus endemisch vorkommende Rattenart.

## Merkmale
Die Manus-Ratte ist eine große, terrestrische Rattenart und erreicht ein Gewicht von 430 g bei einer Kopfrumpflänge von 26 cm. In ihrer Größe übertrifft sie damit alle anderen melanesischen Rattenarten, mit Ausnahme der Japen-Ratte (Rattus jobiensis) und möglicherweise einiger Populationen von R. praetor coenorum, einer Unterart der Großen Neuguinea-Stachelratte. Der dunkelgrau gefärbte Schwanz ist mit einer Länge von etwa 15 cm relativ kurz. Er hat eine Länge von 58 % der Kopfrumpflänge und ist proportional kürzer als der aller anderen Ratten Neuguineas. Das Rückenfell ist dunkelgrau, zeigt zahlreiche hellgraue Flecke und enthält auch viele transparente Borsten, die teilweise rötliche oder dunkle Spitzen besitzen. Das schwarze Deckhaar ist derb und maximal 55 mm lang, das Wollhaar fein und hellgrau gefärbt. Die Außenseiten von Vorder- und Hinterbeinen sind hellgrau. Das Fell auf der Bauchseite von der Unterlippe bis zum Schwanzansatz ist weißlich. Der Übergang vom dunklen Fell der Körperseiten zum weißen Bauchfell ist abrupt. Der Nasenspiegel ist weiß, die Schnauze ist mit kurzen, dunklen Haaren besetzt. Die Ohren sind etwa 24 mm hoch und mit sehr feinen Haaren bedeckt. Die dicken und schwarz gefärbten Vibrissen sind maximal 60 mm lang. Die Haut auf der Oberseite von Vorder- und Hinterpfoten ist dunkel gesprenkelt und schütter mit kurzen, dunklen Haaren bedeckt, die Oberseite der Zehen ist weiß. Die Krallen an Vorder- und Hinterpfoten sind robust und elfenbeinfarben. Die Schuppen auf dem Schwanz sind groß, annähernd rechteckig und überlappen sich nur wenig. Auf einen Zentimeter Schwanzlänge kommen 6 bis 7 Schuppenreihen. Auf jeder Schuppe sitzen drei Borsten.

## Systematik
Die Art wurde erst im Jahr 2016 in der zoologischen Fachzeitschrift Journal of Mammalogy beschrieben und erhielt den Namen detentus (lateinisch: festgenommen). Damit wollten die Autoren der Erstbeschreibung darauf aufmerksam machen, dass die Art auf der kleinen Insel Manus isoliert ist, auf der die australische Regierung ein Internierungslager für Asylsuchende (englisch detention centre) eingerichtet hat. Die Manus-Ratte gehört innerhalb der Gattung der Ratten (Rattus) zu einer Klade in Australien heimischer und auf Neuguinea und den angrenzenden Inseln lebender Ratten, ist innerhalb dieser Klade aber phylogenetisch relativ isoliert.

## Belege
1. 1 2 3  Robert M. Timm, Valter Weijola, Ken P. Aplin, Stephen C. Donnellan, Tim F. Flannery, Vicki Thomson, Ronald H. Pine: A new species of Rattus (Rodentia: Muridae) from Manus Island, Papua New Guinea. Journal of Mammalogy, April 2016, DOI: 10.1093/jmammal/gyw034